# The Settlement
The Settlement (pol. Osada) – miejscowość na Brytyjskich Wyspach Dziewiczych; na wyspie Anegada; 200 mieszkańców (2006). Ośrodek turystyczny.